# Leon Ciudad Benitez
Leon Ciudad Benitez (* 4. Juni 2002 in Lübeck) ist ein deutscher Handballspieler. Er spielt beim deutschen Zweitligisten VfL Lübeck-Schwartau auf der Position des Kreisläufers.

## Karriere
In der Jugend wechselte Leon Ciudad Benitez 2016 vom TSV Groß Grönau zum THW Kiel. Dort spielte er bis zum Saisonabbruch Ende Oktober 2020 in der A-Jugend-Bundesliga. Im Dezember 2019 bestritt er seine ersten Länderspiele in der U18-Nationalmannschaft. Am 29. Januar 2020 wurde er bei einem Freundschaftsspiel gegen den HSV Hamburg zum ersten Mal in der Profimannschaft eingesetzt. Ab der Saison 2020/21 spielte er beim TSV Altenholz in der 3. Liga mit Zweitspielrecht beim THW Kiel. Sein erstes Bundesligaspiel bestritt Ciudad Benitez am 19. Dezember 2020 beim TVB Stuttgart. Anschließend war er auch im Kader beim Final Four der Champions League, wurde beim Titelgewinn der Kieler aber nicht eingesetzt. Ab Ende Mai 2021 bekam er nach der Verletzung von Patrick Wiencek vermehrt Einsatzzeiten. Am 27. Mai 2021 warf er beim SC DHfK Leipzig seine ersten beiden Bundesliga-Tore. Zur Saison 2022/23 wechselte er zum VfL Lübeck-Schwartau.
Mit der deutschen Junioren-Nationalmannschaft gewann er den Titel bei der U-19-Europameisterschaft 2021.

## Erfolge
- Champions-League-Sieger 2020 (ohne Einsatzzeit)
- Deutscher Meister 2021
- DHB-Supercup 2021 (ohne Einsatzzeit)[4]
- DHB-Pokalsieger 2022
- U19-Europameister 2021